# کوربت وودال
کوربت وودال (انگلیسی: Corbet Woodall; ۲۷ اوت ۱۸۴۱ – ۱۷ مهٔ ۱۹۱۶) مهندس اهل پادشاهی متحد بریتانیای کبیر و ایرلند بود. 
او در لیورپول به دنیا آمد.جایی که پدرش ویلیام وودال (متوفی 1871) مدیر کارخانه گاز لیورپول بود. او در مدرسه جماعت کرسنت در لیورپول تحصیل کرد و پدر و دو برادر بزرگترش را در صنعت گاز زغال سنگ دنبال کرد.